# Вільям Максвелл (футболіст)
Вільям Старрок Максвелл (англ. William Sturrock Maxwell; 21 жовтня 1876, Арброт, Шотландія — 14 липня 1940) — шотландський футболіст, що грав на позиції нападника. По завершенні ігрової кар'єри — тренер.
Виступав за також національну збірну Шотландії. У складі збірної — олімпійський чемпіон.

## Клубна кар'єра
У дорослому футболі дебютував 1893 року виступами за команду клубу «Арброт», в якій провів один сезон.
Протягом 1894—1895 років захищав кольори команди клубу «Данді».
Своєю грою за останню команду привернув увагу представників тренерського штабу клубу «Сток Сіті», до складу якого приєднався 1895 року. Відіграв за команду з міста Сток-он-Трент наступні шість сезонів своєї ігрової кар'єри. Більшість часу, проведеного у складі «Сток Сіті», був основним гравцем команди.
Згодом з 1901 по 1905 рік грав у складі команд клубів «Терд Ланарк», «Сандерленд» та «Міллволл».
Завершив професійну ігрову кар'єру у клубі «Бристоль Сіті», за команду якого виступав протягом 1905—1909 років.

## Виступи за збірну
1898 року провів одну гру у складі національної збірної Шотландії в рамках Домашнього чемпіонату Великої Британії.

## Кар'єра тренера
Розпочав тренерську кар'єру відразу ж по завершенні кар'єри гравця, 1909 року, очоливши тренерський штаб бельгійського клубу «Леопольд».
Протягом 1910—1913 років очолював збірну Бельгії. Згодом протягом 1920—1928 років провів другу каденцію очільника цієї збірної. Під його керівництвом збірна була учасником футбольного турніру на Олімпійських іграх 1920 року в Антверпені, здобувши того року титул олімпійських чемпіонів, а також футбольного турніру на Олімпійських іграх 1924 року у Парижі.
Останнім місцем тренерської роботи був клуб «Серкль», головним тренером команди якого Вільям Максвелл був з 1937 по 1938 рік.
| Дата       | Місто  | Господарі | Результат | Гості  | Турнір                              | Голи | Примітки |
| ---------- | ------ | --------- | --------- | ------ | ----------------------------------- | ---- | -------- |
| 02/04/1898 | Глазго | Шотландія | 1 – 3     | Англія | Домашній чемпіонат Великої Британії | -    |          |
| Усього     |        | Матчів    | 1         |        | Голів                               | 0    |          |

## Досягнення

### Як тренера
- Олімпійський чемпіон: 1920